# Петродолинское
Петродолинское (укр. Петродолинське, 1805 г.-01.02.1945 г.-Петерсталь, 1896—1917 гг.-Петровка) — село, центр сельского Совета, в Овидиопольском районе Одесской области Украины. Сельсовету подчинено только село Петродолинское. Расположено на левом берегу р. Барабой, на расстоянии от райцентра — 30 км. Занимает площадь 3,801 км². Население по переписи 2001 года составляло 3118 человек. Почтовый индекс — 67810. Телефонный код — 4851. Код КОАТУУ — 5123783401.

## История
Земельный участок на левом берегу р. Барабой, на котором расположены Петродолинское и соседнее село Йосиповка, был выделен в 1792 году под дачу генерал-майору И. Е. Кисленскому. Но 05.03.1804 г. земли у генерал-майора отобрали, передав их под заселение немецкими колонистами и основание колоний Петерсталь и Йозефсталь.
Немецкая колония Петерсталь (нем. Peterstal) была основана на левом берегу р. Барабой в 1805 году и заселена выходцами из Вюртемберга, Рейнской области и Венгрии (40-50 семей). В разные годы село именовалась — 1805 г.-01.02.1945 г. — Петерсталь, 1896—1917 гг. — Петровка (в честь великого князя Петра Николаевича, внука Николая Первого. Колония владела земельный участком площадью 2995дес. (1857 г. — 50 дворов и 75 безземельных семей), 3010дес.(1918 г.), 3000га(1940 г.). Жителей — 258чел.(1805 г.), 517чел.(1825 г.), 867чел.(1859 г.), 768чел.(1887 г.), 918чел(1897 г.) из них 875 чел.немцев, 987чел.(1905 г.), 962чел.(1911 г.), 895чел.(1916 г.), 916чел.(1918 г.), 1020чел.(1926 г.), 1111чел.(1943 г.).
Колония Петерсталь входила в состав Либентальского колонистского округа Одесского уезда (1805—1861 гг.), Гросслибентальской (Мариинской) волости Одесского уезда (1861—1926 гг.), Спартаковского национального немецкого района Одесского округа (19260-1939 гг.), Овидиопольского района (с1939 г.).
Религиозная евангельско-лютеранская община колонии Петерсталь была утверждена в 1812 году (до этого входила во Фрейдентальский приход). Вначале религиозные службы совершались в помещении школы по субботам и воскресеньям, а потом в здании хлебного склада (с1820 г.). Несмотря на 5000руб. долга в оплате государственного кредита и всего 7руб.45коп. в кассе, община решила строить кирху и наняла архитектора (1837 г.). За год было выстроено здание кирхи на 300 мест с колокольней. В общем на строительство было затрачено 4000руб. В 1846 г. и 1887 г. здание реставрировалось. В настоящее время здание кирхи находится в руинах.
Петерстальская церковно-приходская школа была основана в 1807 г. и размещалась в приспособленном переоборудованном помещении. На протяжении 1812—1813 гг. было построено новое здание школы, где также размещался и молитвенный дом. Школа впоследствии перестраивалась в 1823 г. и 1832 г. Учили детей сами колонисты, потом священник. Школа работала осенью и зимой (3-4 месяца). В 1870 году в школе — 169 учеников и учитель. В 1874 году было открыто сельское начальное училище от земства (два учителя). На 1887 г. учителя: немецкого языка — Э.Миллер, русского языка — Э.Фриппель (на 1891 г. — Х.Виррих), помощник — К.Брекколь. В 1913 году была построена новая школа, действовала до 1932 года как начальная, потом 4-классная. 5-7 классы ученики из Петерсталя заканчивали в Спартаковской (Гросслибентальской) центральной школе.
В 1945 г. Указом ПВС УССР хутор Петерсталь переименован в Петродолинский.

## Местный совет
67810, Одесская обл., Овидиопольский р-н, с. Петродолинское, ул. Садовая, 33